# Nuevo Morelos
Nuevo Morelos es una poblado del Estado de Tamaulipas, localizada en el municipio Nuevo Morelos. Según el conteo de 2010 de INEGI cuenta con una población de 2234 habitantes.

## Toponimia
El nombre de Morelos como referencia al José María Morelos, fue un sacerdote, militar insurgente y patriota mexicano.
Se le denominó Nuevo Morelos para hacer una distinción del localidad de Antiguo Morelos.

## Historia
Se tiene al dato que para 1763 ya existía una ranchería de nombre Mesillas, la cual formaba parte de la jurisdicción de la villa de Santa Bárbara. En 1821 al separarse de Horcasitas la congregación de Baltazar y erigirse en villa, Mesillas pasa a formar parte de ella.
Después de años de gestionar un cambio de cabecera de la villa de Morelos, finalmente el 19 de octubre de 1860, el gobernador Juan José de la Garza decreta lo conducente. El territorio de los Morelos siguió siendo el mismo, a excepción de la parte donada a la villa de Quintero. Así permaneció hasta abril de 1862 cuando salomónicamente el gobernador Comonfort le regresó la categoría de villa a Baltazar Morelos, segregando Nuevo Morelos que a partir de ese momento se hace municipio independiente.
Entre los años de 1915 y 1918, los habitantes de esta villa emigraron hacia otras poblaciones en busca de refugio, ya que eran vejados tanto los hombres como las mujeres y no había garantías por parte del gobierno. En el año de 1921, optaron por regresar nuevamente para repoblar a su localidad. Para tales fines se organiza una comisión para ir a Ciudad Victoria, encabezada por Pablo Gómez Rodríguez, que tuvo como finalidad entrevistarse con el gobernador para pedirle garantías con el propósito de crear nuevamente un gobierno municipal. Después de sufrir muchas penurias, escasez de alimentos y de lo más necesario para subsistir lograron rehacerse y levantar nuevamente al Municipio siendo en esta ocasión, presidente municipal Everardo Huerta.

## Monumentos arquitectónicos
- Monumentos en honor de Benito Juárez, ubicados en plaza de armas Pablo Gómez Rodríguez.
- Cementerio del Señor Cruz del Toro en el siglo XIX.